# Carl Niklas Pahl
Carl Niklas Pahl, född 26 augusti 1843 i Kolbäcks socken, Västmanlands län, död 5 maj 1906 i Umeå, var en svensk lektor, tecknare och målare.
Han var från 1874 gift med Johanna Gripenstedt. Pahl blev fil. dr. i Uppsala 1875 och var lektor i fysik och kemi vid högre läroverket i Umeå 1879-1905. Han var en av initiativtagarna till bildandet av Västerbottens län fornminnesförening i Umeå 1885. Han var vid sidan av arbete verksam med teckning och akvarellmålning och utförde ett stort antal landskapsskisser som idag har ett stort kultur- och arkeologiskt värde. 1895 avbildade han i akvarell de medeltida freskomålningarna i Umeå landsförsamlings kyrka som frilagts vid branden 1893. När kyrkan återuppbyggdes tvingades man att gömma målningarna bakom paneler. Originalakvarellerna förvaras vid Antikvariska-topografiska arkivet i Stockholm. Pahl är representerad med två pastellmålningar vid Uppsala universitetsbibliotek.  